# Compañía de Comunicaciones Mecanizada 9
La Compañía de Comunicaciones Mecanizada 9 (Ca Com Mec 9) es una unidad de comunicaciones del Ejército Argentino con asiento en la guarnición militar de Comodoro Rivadavia y que depende del Comando de la IX Brigada Mecanizada "Cnel. Luis Jorge Fontana", en el marco de la 3.ª División de Ejército "Tte. Gral. Julio Argentino Roca".
Esta compañía de comunicaciones fue creada en el año 1965 y comparte las instalaciones de la guarnición junto al RI Mec 8 "Gral. Bernardo O'Higgins", la Ca Icia Mec 9, la BAL Comodoro Rivadavia y el Cdo Br Mec IX (comando de brigada mecanizada).

## Origen
El 15 de diciembre de 1946, en la ciudad de Puerto Deseado, se creó el 9.º Batallón de Comunicaciones Motorizado (B Com Mot 9), como unidad dependiente de la Agrupación Motorizada Patagonia.
La flamante unidad se dedicó en su primer tiempo de vida a completar el tendido de las líneas de teléfono y telegrafía a fin de unir a las ciudades de la Patagonia argentina.
En el año 1956, el 9.º Batallón se trasladó a la ciudad de Comodoro Rivadavia.
El 9.º Batallón de Comunicaciones Motorizado cambió su organización y adoptó el nombre de Compañía de Comunicaciones 9 (Ca Com 9).
En el año 1995 y en el marco de una reestructuración del Ejército, la Compañía de Comunicaciones 9 se sometió a un proceso de mecanización; recibió el nombre de Compañía de Comunicaciones Mecanizada 9. Se incorporaron vehículos M113A1 y M557.

### Campaña de las Malvinas
En el año 1982 se produjo la guerra de las Malvinas, la cual se libró entre la Argentina y el Reino Unido. Por orden del comandante de la IX Brigada de Infantería, general de brigada Américo Daher, un escalón de nueve efectivos de la Compañía de Comunicaciones 9 se agregó al Batallón de Comunicaciones de Comando 181. Su misión fue el mantenimiento de las redes alámbricas que intercomunicaban las unidades desplegadas en Puerto Argentino. Además, se despachó medios y personal a Bahía Fox y Puerto Howard para asegurar el enlace radioeléctrico con el Puesto de Comando del Teatro de Operaciones Malvinas (TOM).
La Compañía de Comunicaciones 9 constituyó la Agrupación de Comunicaciones Malvinas (Agr Com Mlv), junto a la Compañía de Comunicaciones 10 y el B Com Cdo 181.